# كين داي (لاعب دوري الرغبي)
كين داي (بالإنجليزية: Ken Day)‏ هو لاعب دوري الرغبي أسترالي، ولد في 16 مايو 1936 في كابولتشر في أستراليا، وتوفي في 29 أكتوبر 1998.